# Джурабеков, Исмаил Хакимович
 Исмаил Хакимович Джурабеков — советский хозяйственный, государственный и политический деятель.

## Биография
Родился в 1931 году в Самаркандской области. Член КПСС.
С 1956 года — на хозяйственной, общественной и политической работе. В 1956—2010 гг. — старший инженер, начальник Пастдаргомского районного управления оросительных систем, заместитель начальника, начальник строительно-монтажного управления, управляющий трестом «Самаркандводстрой», первый заместитель министра мелиорации и водного хозяйства республики, министр мелиорации и водного хозяйства Узбекской ССР, заместитель председателя Совета Министров Узбекской ССР, первый заместитель председателя Совета Министров — председатель Госагропрома Узбекской ССР, министр по делам гражданской обороны Узбекистана, государственный советник Президента Республики Узбекистан по социально-экономическим вопросам, первый заместитель Премьер-министра министр сельского и водного хозяйства Республики Узбекистан.
Избирался депутатом Верховного Совета Узбекской ССР 9-11-го созывов.
Делегат XXVII съезда КПСС.
Живёт в Узбекистане. Дети: Алишер, Фуркат, Акмаль.